# Nio liv (album av Afzelius)
För andra betydelser, se Nio liv.
Nio liv är det fjärde och sista studioalbumet av Björn Afzelius och Globetrotters. Albumet spelades in våren 1985 och släpptes samma år.
"Skivan tillägnas ryggradsdjuren. Dessa möter till skillnad från blötdjuren motstånd och tvingas därför göra tillfälliga tempoförluster. Som art torde de dock i längden överleva desamma. Det vore åtminstone önskvärt."
Albumet innehåller bland annat "Svarta gänget", en låt som uppmärksammades för att texten påstår att Moderaterna samarbetat med högerextremister. Den släpptes mitt under valrörelsen 1985 som singel.[källa behövs]

## Låtlista
Text och musik av Björn Afzelius, om inget annat anges.
Sida ett
1. "Nio liv" - 3:46
2. "Solen" - 4:40
3. "Det räcker nu!" (Originaltext och musik: Mario Salazar; svensk text: Mikael Wiehe) - 4:39
4. "Tellus" - 5:46

Sida två
1. "Svarta gänget" - 3:25
2. "Räven" - 6:54
3. "Dockhemmet" - 3:33
4. "Jesus gick på vattnet" - 0:51
5. "Natt i Ligurien" - 3:26

## Musiker
- Björn Afzelius - sång, kompgitarr, percussion
- Bengt Bygren - piano, synthesizer
- Olle Nyberg - orgel, synthesizer
- Hannes Råstam - bas
- Jan Brynstedt - sologitarr
- Per Melin - trummor

Gästartister
- Thomas Folland - gitarr, synthesizer ("Nio liv" & "Solen")
- Per Giöbel - gitarr ("Nio liv")
- Magnus Johansson - trumpet ("Tellus")
- Stefan Nilsson - flygel ("Dockhemmet")
- Kungliga hovkapellet - stråkar ("Dockhemmet")
- Latinamerikanska Kolonin i Göteborg - talkör ("Det räcker nu!")
- Carlo Barsotti - recitation ("Natt i Ligurien")